# A Town Called Paradise
A Town Called Paradise è il sesto album realizzato dal DJ olandese Tiësto, pubblicato il 12 giugno 2014. Vede la collaborazione con diverse icone del mondo dell'EDM e non solo, fra cui Hardwell, Dzeko & Torres, Matthew Koma, Icona Pop, Krewella e molti altri. L'album inoltre contiene una collaborazione con Zac Barnett intitolata A town Called Paradise, che dà il nome all'album formato da 18 tracce.

## Tracce
1. Red Lights – 4:22
2. Footprints (feat. Cruickshank) – 4:18
3. Light Years Away (feat. DBX) – 3:44
4. A Town Called Paradise (feat. Zacc Barnett) – 4:12
5. Written In Reverse (feat. Hardwell e Matthew Koma) – 4:29
6. Echoes (feat. Andreas Moe) – 5:01
7. Last Train (feat. Firebeatz e Ladyhawke) – 4:50
8. Wasted (feat. Matthew Koma) – 3:10
9. Let's Go (feat. Icona Pop) – 3:23
10. The Feeling (feat. Ou Est Le Swimming Pool) – 4:46
11. Shimmer (feat. Christian Burns) – 3:34
12. Rocky (feat. Kaaze) – 4:21
13. Close To Me (feat. Sultan & Ned Shepard e Quilla) – 4:27
14. Set Yourself Free (feat. Krewella) – 4:40

Tracce bonus della versione Deluxe
1. Don't Hide Your Light (feat. MOTI e Denny White) – 3:17
2. Calling On Angels (feat. Fred Falke e Elan Lea) – 3:19
3. Can't Forget (feat. Dzeko & Torres) – 4:11
4. Take Me (feat. Kyler England) – 3:32